# The Turnaround!
The Turnaround! è un album di Hank Mobley, pubblicato dalla Blue Note Records nel luglio del 1965. Tutti i brani dell'album furono registrati al Van Gelder Studio di Englewood Cliffs, New Jersey (Stati Uniti) nelle date indicate nella lista tracce.

## Tracce
Lato A
1. The Turnaround – 8:14 (Hank Mobley) – Registrato il 5 febbraio 1965
2. East of the Village – 6:42 (Hank Mobley) – Registrato il 7 marzo 1963
3. The Good Life – 5:06 (Sacha Distel, Jack Reardon) – Registrato il 7 marzo 1963

Lato B
1. Straight Ahead – 7:00 (Hank Mobley) – Registrato il 5 febbraio 1965
2. My Sin – 6:50 (Hank Mobley) – Registrato il 5 febbraio 1965
3. Pat 'n' Chat – 6:27 (Hank Mobley) – Registrato il 5 febbraio 1965[1]

## Musicisti
Brani A1, B1, B2 e B3
- Hank Mobley - sassofono tenore
- Freddie Hubbard - tromba
- Barry Harris - pianoforte
- Paul Chambers - contrabbasso
- Billy Higgins - batteria

Brani A2 e A3
- Hank Mobley - sassofono tenore
- Donald Byrd - tromba
- Herbie Hancock - pianoforte
- Butch Warren - contrabbasso
- Philly Joe Jones - batteria